# Школы грамоты
Школы грамоты — название начальных школ в Российской империи, организуемых вплоть до конца XIX века в порядке личной инициативы (иногда несмотря на противодействие сверху). К концу века школы грамоты получают правовую основу, и представляют собой 1—2-годичные школы. Из ведения различных ведомств и частных лиц их в 1891 году передали в ведение Синода. Программа ограничивалась заучиванием молитв, начальному уровню чтения, письма и счёта. 
Решительные меры, принятые во 2-й половине XVIII века к учреждению официальных училищ, были вместе с тем мерами против народных школ… Законом 1786 г. домашние школы грамоты были ограничены и, так сказать, поставлены вне закона и в этом положении находились до 1882 г., когда циркуляром барона Николаи (бывш. министра нар. просвещения) домашнее обучение снова было допущено для лиц, не имеющих «диплома». Хотя домашние школы грамоты и никогда не переставали существовать, но их внезаконность несомненно отрицательно отражалась на успехах грамотности в народе.
Школы грамоты были «легализованы» в 1882 г. циркуляром министра народного просвещения барона Николаи (1821—1899). Однако высочайшее утверждение этого документа (после которого он вступал в законную силу) затянулось до 4 (16) мая 1891 года.
В СССР в 1920-е гг. школами грамоты (или школами грамотности) называли 1—2-годичные пункты и школы ликвидации неграмотности (ликбезликпункты).